# Thomas Finch (2e comte de Winchilsea)
Thomas Finch, 2e comte de Winchilsea (13 juin 1578 – 4 novembre 1639) est un homme politique anglais.
Il est le fils de Moyle Finch (1er baronnet) et Elizabeth Heneage, 1re comtesse de Winchilsea. Il épouse Cecile Wentworth en 1609.
Il est député de Winchelsea et du Kent.
Il hérite du comté de Winchilsea de Elizabeth Finch, 1re comtesse de Winchilsea à sa mort en 1634, et est remplacé à sa propre mort en 1639 par son fils Heneage Finch (3e comte de Winchilsea).